# Maren Wiesler
Maren Wiesler (7 febbraio 1993) è un'ex sciatrice alpina tedesca.

## Biografia
Attiva in gare FIS dal dicembre del 2008, la Wiesler ha esordito in Coppa Europa il 26 gennaio 2012 a Melchsee-Frutt in slalom speciale, senza qualificarsi per la seconda manche, e in Coppa del Mondo il 16 novembre 2013 a Levi nella medesima specialità (23ª). Il 19 gennaio 2014 ha ottenuto a Sestriere in slalom speciale il suo primo podio in Coppa Europa (3ª) e ai Mondiali di Vail/Beaver Creek 2015, sua prima presenza iridata, si è classificata 33ª nello slalom gigante; il 23 febbraio 2016 ha colto a Stoccolma in slalom parallelo il suo miglior risultato, nonché unico piazzamento fra le prime dieci, in Coppa del Mondo (9ª).
Il 6 dicembre 2016 ha ottenuto a Trysil in slalom speciale la sua unica vittoria, nonché ultimo podio, in Coppa Europa; ai Mondiali di Sankt Moritz 2017, suo congedo iridato, è stata 12ª nello slalom speciale. Si è ritirata al termine della stazione 2017-2018; la sua ultima gara in Coppa del Mondo è stata lo slalom speciale di Ofterschwang del 10 marzo, che non ha completato, e la sua ultima gara in carriera è stata lo slalom gigante dei Campionati mondiali militari 2018, il 5 aprile a Fieberbrunn, chiuso dalla Wiesler al 2º posto.

## Palmarès

### Coppa del Mondo
- Miglior piazzamento in classifica generale: 73ª nel 2016

### Coppa Europa
- Miglior piazzamento in classifica generale: 28ª nel 2017
- 4 podi:
  - 1 vittoria
  - 2 secondi posti
  - 1 terzo posto

#### Coppa Europa - vittorie
| Data            | Località | Paese    | Specialità |
| --------------- | -------- | -------- | ---------- |
| 6 dicembre 2016 | Trysil   | Norvegia | SL         |

Legenda:

SL = slalom speciale

### Campionati tedeschi
- 2 medaglie:
  - 1 argento (slalom speciale nel 2015)
  - 1 bronzo (slalom gigante nel 2014)